# Biezelinge
Biezelinge is een dorp in de Nederlandse gemeente Kapelle (provincie Zeeland). Op 30 december 2022 had het dorp 2495 inwoners.
Het dorp wordt van Kapelle gescheiden door een spoorlijn. Er is een station (Kapelle-Biezelinge).
Biezelinge is ontstaan aan de rand van een grote kreek die van noord naar zuid door Zuid-Beveland liep. In de elfde eeuw werd deze kreek afgedamd, restanten van deze dam hiervan zijn gevonden onder de Hoofdstraat en het huidige Marktplein.
Vroeger bezat het dorp een haven, die in verbinding stond met de Westerschelde. Restant van deze verbinding is Zwarte weel, populair als visvijver en schaatsbaan.  De haven is echter in 1717 dichtgeslibd en is tegenwoordig een marktplein en speelweide.

## Geboren in Biezelinge
- Andries de Maaker (1868-1964), architect
- Jozias Fraanje (1878-1949), predikant Gereformeerde Gemeenten
- Jan Peter Balkenende (1956), voormalig Nederlands minister-president

## Afbeeldingen

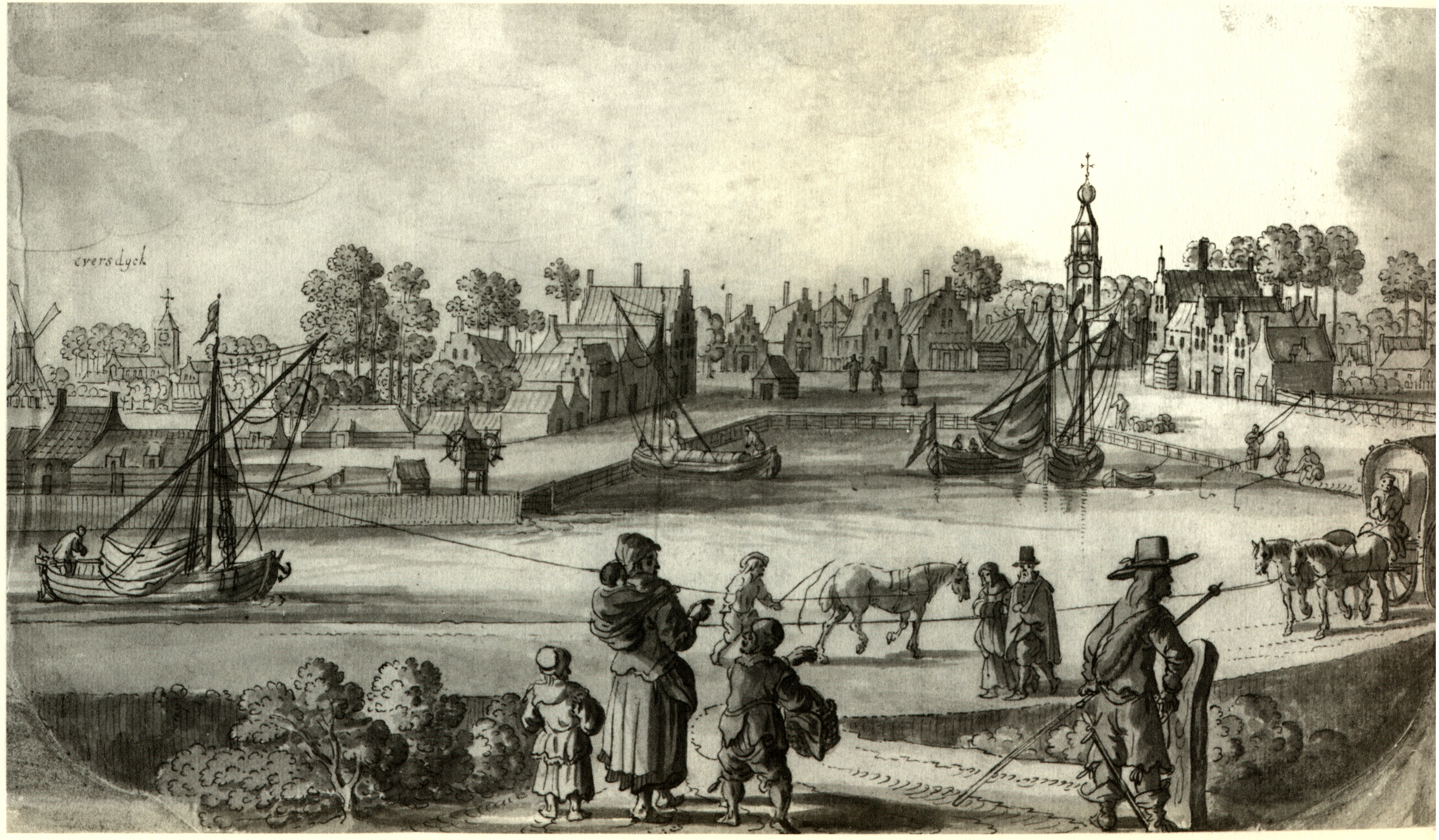
Omstreeks 1650
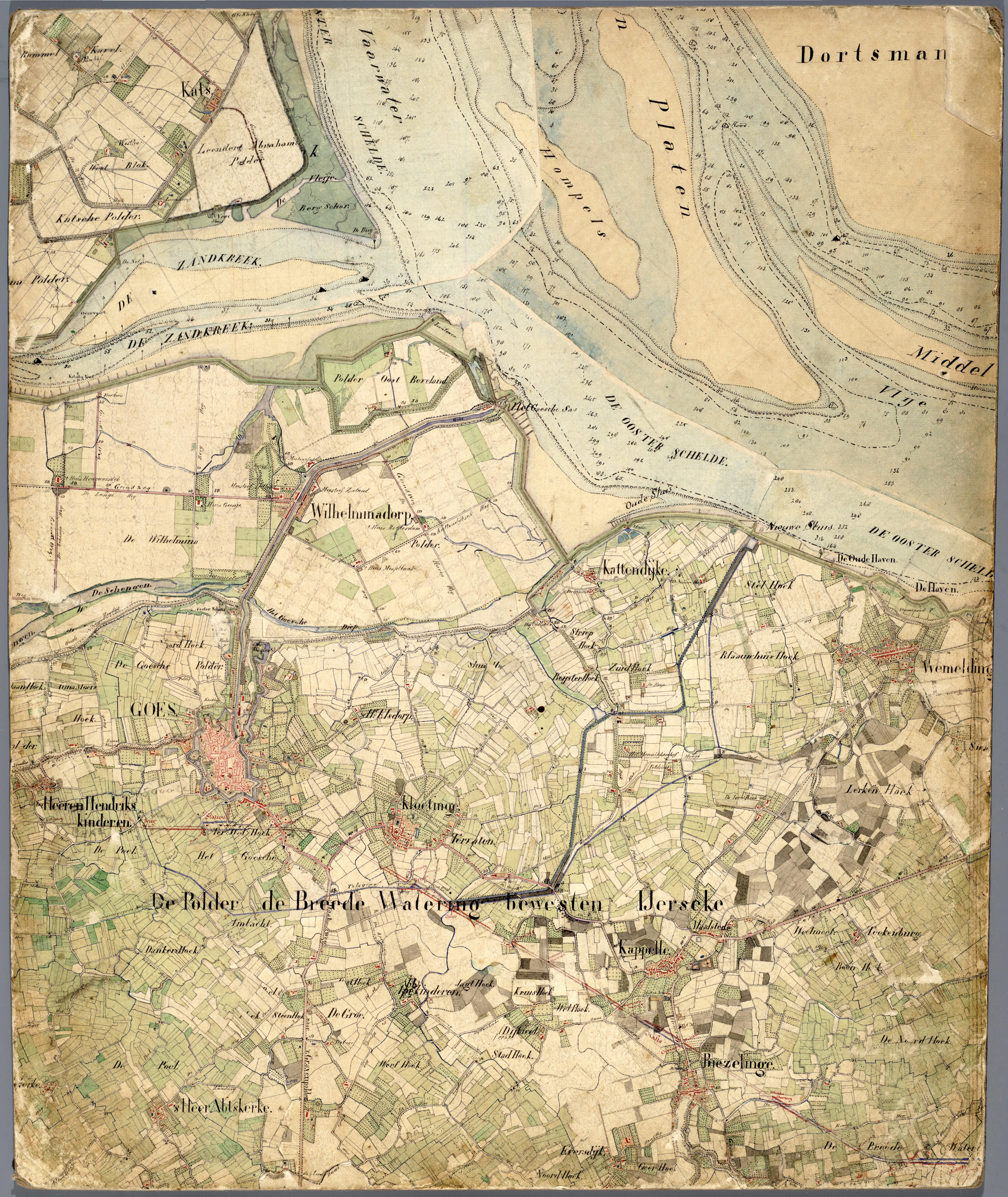
Omgeving van Biezelinge rond 1857
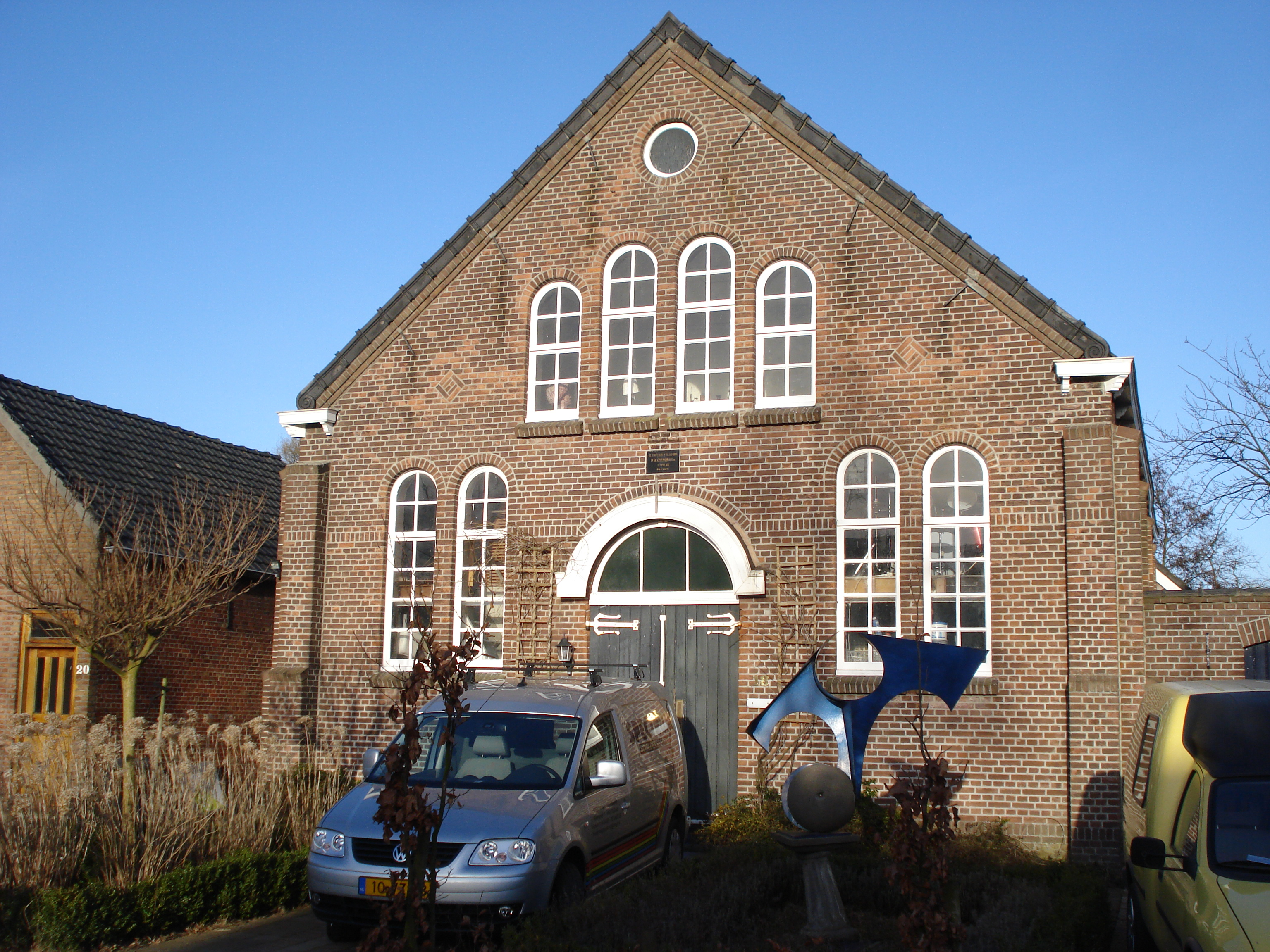
Biezelinge voormalige 'Nieuwe kerk'
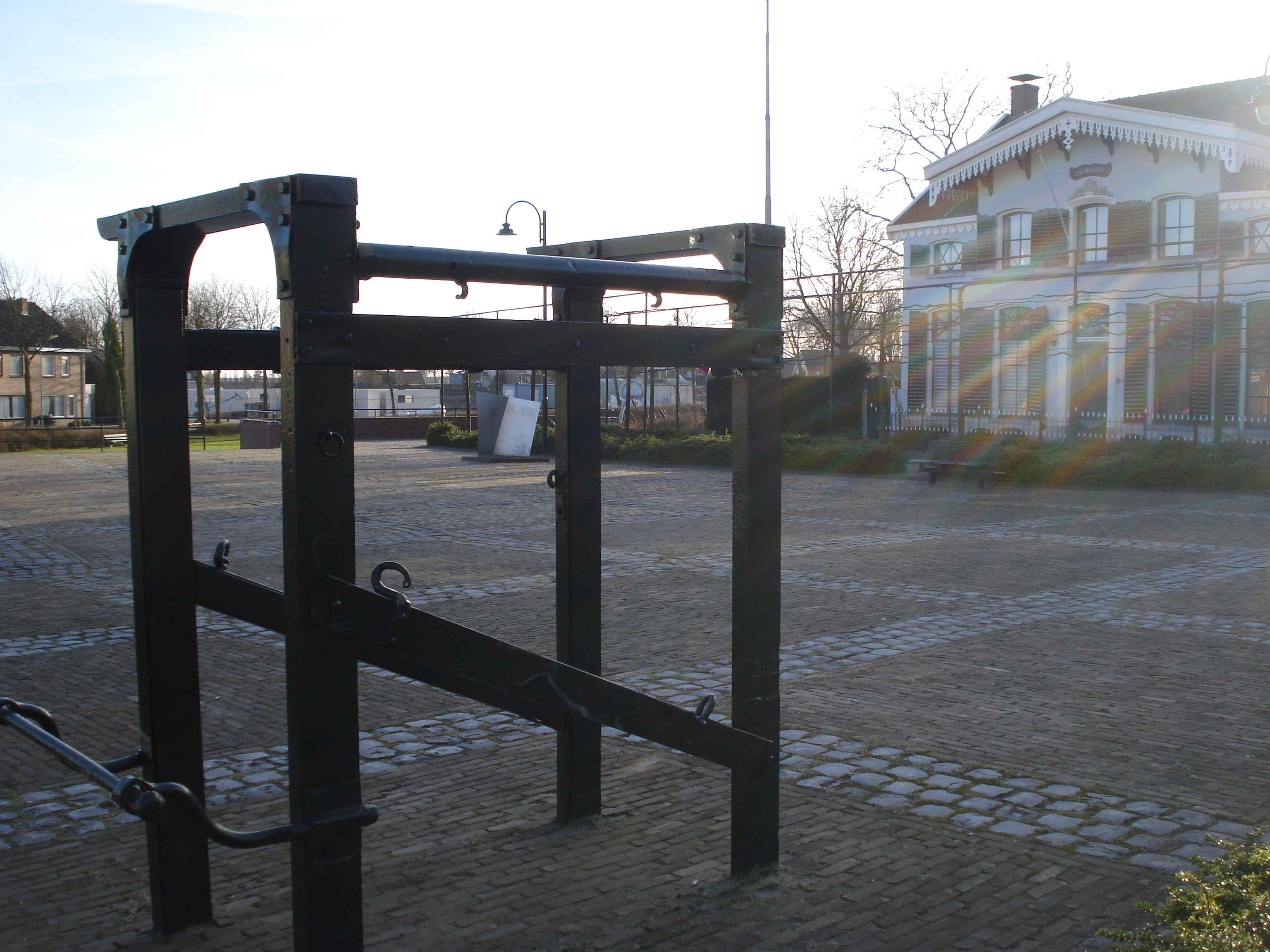
hoefsmidstellage op de Markt
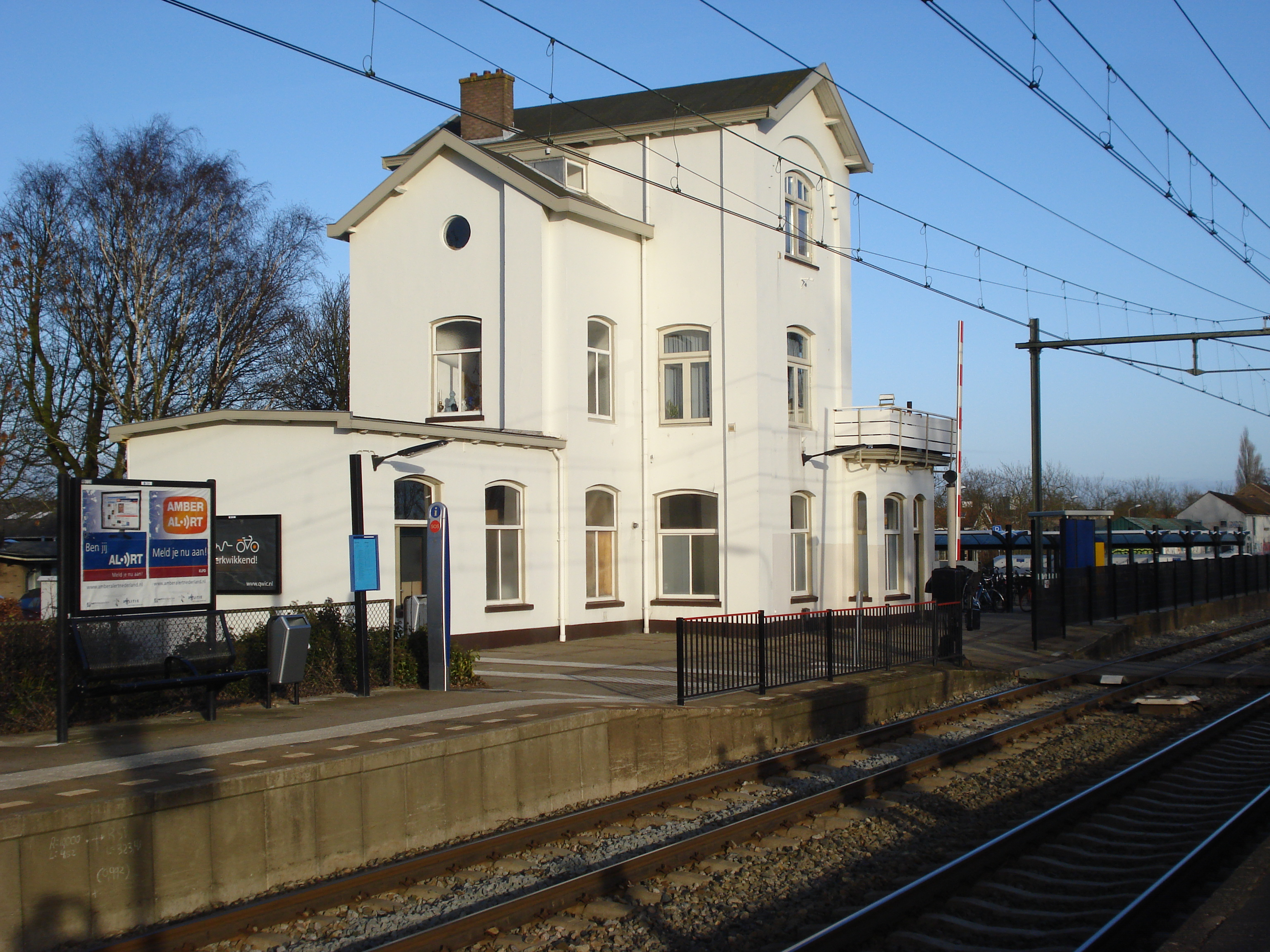
station Kapelle-Biezelinge